# John Logan (scenarioschrijver)
John David Logan (San Diego, 24 september 1961) is een Amerikaans scenarioschrijver, toneelschrijver en producent.

## Biografie
John Logan werd in 1961 geboren in San Diego (Californië). Zijn ouders waren via Canada van Noord-Ierland naar de Verenigde Staten gemigreerd. Hij heeft een broer en een zus, die beide ouder zijn. Hij groeide op in Californië en Millburn (New Jersey), waar hij ook naar school ging. In 1983 studeerde hij in Chicago af aan de Northwestern-universiteit.

## Carrière
Na een succesvolle carrière als toneelschrijver in Chicago maakte hij midden jaren 1990 de overstap naar film. Hij maakte zijn officieel debuut met de films Bats (1999) en Any Given Sunday (1999). Zijn script over de totstandkoming van de filmklassieker Citizen Kane (1941) werd datzelfde jaar verfilmd als de tv-film RKO 281 (1999).
In de daaropvolgende jaren groeide Logan uit tot een van de succesvolste scenaristen in Hollywood en werkte hij met bekende regisseurs als Ridley Scott, Martin Scorsese, Gore Verbinski en Tim Burton samen. Zijn scripts voor Gladiator (2000),  The Aviator (2004) en Hugo (2011) leverde hem telkens een Oscarnominatie op.
Met regisseur Sam Mendes werkte hij samen aan de James Bondfilms Skyfall (2012) en Spectre (2015). Daarnaast ontwikkelde het duo ook de horrorserie Penny Dreadful (2014–2016) voor Showtime.

## Filmografie
Film
- Bats (1999)
- Any Given Sunday (1999)
- Gladiator (2000)
- The Time Machine (2002)
- Star Trek: Nemesis (2002)
- Sinbad: Legend of the Seven Seas (2003)
- The Last Samurai (2003)
- The Aviator (2004)
- Sweeney Todd: The Demon Barber of Fleet Street (2007)
- Rango (2011)
- Coriolanus (2011)
- Hugo (2011)
- Skyfall (2012)
- Spectre (2015)
- Genius (2016)
- Alien: Covenant (2017)
- They/Them (2022)

Televisie
- Tornado! (1996)
- RKO 281 (1999)
- Penny Dreadful (2014–2016)